# جون هوه
جون هوه (بالإنجليزية: John Huh)‏ هو لاعب غولف أمريكي، ولد في 21 مايو 1990 في نيويورك في الولايات المتحدة.

## وصلات خارجية
- جون هوه على موقع رابطة لاعبي الغولف المحترفين (الإنجليزية)
- جون هوه على موقع التصنيف العالمي الرسمي للغولف (الإنجليزية)